# Goranis
Los goranis son un pueblo eslavo parte del pueblo serbio que habita principalmente en la región de Gora (entre el sur de Serbia y el noreste de Albania), en Šar Planina (noroeste de la Macedonia del Norte) y en Kukës (noreste de Albania).

## Religión
Originalmente de fe cristiana ortodoxa, tras las invasiones del Imperio otomano de finales del siglo XVIII y comienzos del XIX, los goranis fueron convertidos en su mayoría al islam.

## Lengua
Los goranis hablan un dialecto torlaco, similar al serbio, aunque la mayoría no tiene problemas para comunicarse en albanés y búlgaro. Ellos mismos se refieren a su lengua como "našinski", que aproximadamente significa "el nuestro".

## Política
Durante la Guerra de Kosovo los goranis se mantuvieron neutrales, lo que provocó elogios y críticas por parte tanto de Serbia como de los albanokosovares. Actualmente son disputados entre varias naciones, posiblemente porque habitan una zona estratégicamente importante: los nacionalistas serbios los consideran como "serbios de fe musulmana", los bosníacos los aclaman como parte de su pueblo por ser eslavos y profesar su misma religión, y los macedonios los estiman como una etnia nacional macedonia por su proximidad a su territorio.

## Diáspora gorani
La región de Gora está cubierta casi en su totalidad por un terreno accidentado. La palabra gora significa montaña, por lo que gorani significa montañeses. Sus habitantes se caracterizan por ser buenos pasteleros y comerciantes.
Se trata de una de las zonas más subdesarrolladas de los Balcanes, lo que ha motivado la emigración hacia lugares más prósperos en busca de mejores condiciones laborales: la diáspora gorani se reparte sobre todo entre la capital serbia Belgrado (3340 hab.), Vojvodina (606 hab.), y otros países como Italia y Turquía.

## Población

Mapa de la región de Gora, situada entre Serbia, Albania y la república autoproclamada de Kosovo y principal territorio del pueblo gorani.

De acuerdo al censo de 1991, la población gorani se estimaba en 16 000 habitantes. Al comienzo de la Guerra de Kosovo, los habitantes se calculaban en 20 000. Según la administración gorani, se cree que aproximadamente 10 000 personas han emigrado hacia otras zonas. 
Para evitar enfrentamientos nacionalistas entre los goranis y los albanokosovares, las fuerzas de paz de la ONU se vieron obligadas a establecer nuevos límites fronterizos internos. Es así como a la región de Gora se le anexó su vecina Opolje (20 000 hab.), creando una nueva subdivisión con mayoría albanesa llamada Dragaš.

## Cultura
Tradicionalmente se los conoce como buenos confiteros, y sus principales festejos son la Slava y el Día de San Jorge (Djurdjevdan) todos los 6 de mayo, ya que se rigen por el calendario ortodoxo.